# Reginald Aldworth Daly
Reginald Aldworth Daly (Napanee, Ontário, 18 de março de 1871 — Cambridge, Massachusetts, 19 de setembro de 1957) foi um geólogo canadense.

## Vida
Graduou-se na Faculdade Vitória em 1891 e posteriormente foi estudar e lecionar matemática na Universidade de Toronto. Foi professor da Universidade de Harvard de 1912 até 1942, após trabalhar como geólogo de campo na "Canadian International Boundary Commission".
Reginald Aldworth Daly examinou as rochas ao longo de umas 400 milhas no paralelo 49, que lhe permitiu conduzir a formulação de uma teoria sobre a origem das rochas ígneas, e publicou a sua pesquisa sob o título "Igneous Rocks and Their Origin" em 1914. Segundo Bill Bryson em "A Short History of Nearly Everything", ele foi o autor que antecipou a teoria da deriva continental de Arthur Holmes e a teoria do impacto que postula a formação da Lua.
Recebeu a medalha Penrose pela Sociedade Geológica da América em 1935, a medalha Wollaston pela Sociedade Geológica de Londres em 1942 e a medalha William Bowie pela União Geofísica Americana em 1946.
Uma cratera de impacto em Marte e uma cratera na Lua foram nomeadas em sua homenagem.